# Taylor Fritz
Taylor Harry Fritz (ur. 28 października 1997 w Rancho Santa Fe) – amerykański tenisista, finalista US Open 2024 w grze pojedynczej, brązowy medalista igrzysk olimpijskich z Paryża (2024) w grze podwójnej, triumfator US Open 2015 w grze pojedynczej chłopców.

## Kariera tenisowa

### Kariera zawodowa
Fritz zagrał swój pierwszy mecz w głównym cyklu ATP World Tour podczas zawodów w Nottingham w 2015 roku, otrzymawszy dziką kartę, i pokonał w pierwszej rundzie Pablo Carreño-Bustę 6:1, 6:4. W drugiej rundzie uległ Feliciano Lópezowi 3:6, 3:6.
W 2016 roku Fritz udanie przeszedł przez kwalifikacje do Australian Open i wystąpił po raz pierwszy w głównej drabince turnieju wielkoszlemowego. W pierwszej rundzie przegrał ze swoim rodakiem Jackiem Sockiem 4:6, 6:3, 6:0, 3:6, 4:6. W połowie lutego awansował do pierwszego w cyklu ATP World Tour finału w karierze, w Memphis. Pojedynek finałowy zakończył się porażką Fritza z Keim Nishikorim.
Na początku sierpnia 2018 roku Fritz został finalistą gry podwójnej zawodów w Los Cabos wspólnie z Thanasim Kokkinakisem, a w decydującym meczu przegrali z Marcelem Arévalem i Miguelem Ángelem Reyes-Varelą.
Pod koniec czerwca 2019 Amerykanin wygrał pierwszy turniej ATP Tour, na trawiastej nawierzchni w Eastbourne pokonując w finale Sama Querreya. Miesiąc później został finalistą w Atlancie, a następnie w Los Cabos. W październiku Fritz przegrał finał debla w Bazylei partnerując Reillemu Opelce.
Pierwszy finał w sezonie 2020 Fritz osiągnął w Acapulco, gdzie ostatni mecz przegrał z Rafaelem Nadalem.
W 2021 roku osiągnął finał zawodów w Petersburgu. Uległ w nim 6:7(3), 6:4, 4:6 Marinowi Čiliciowi.
W marcu 2022 roku triumfował w rozgrywkach ATP Tour Masters 1000 w Indian Wells. W meczu mistrzowskim wygrał z Rafaelem Nadalem 6:3, 7:6(5). W czerwcu wygrał zawody w Eastbourne, pokonując w finale Maxime’a Cressy’ego 6:2, 6:7(4), 7:6(4). W październiku zwyciężył w turnieju w Tokio. W decydującym meczu wygrał z Francesem Tiafoe 7:6(3), 7:6(2).
W 2023 roku awansował do finału zawodów w Delray Beach, w którym pokonał Miomira Kecmanovicia 6:0, 5:7, 6:2. W lipcu osiągnął finał debla w Londynie oraz zwyciężył w rozgrywkach singlowych w Atlancie.
W 2024 roku obronił tytuł wywalczony w Delray Beach, ponadto został mistrzem gry pojedynczej w Eastbourne. W tym samym sezonie osiągnął również finał singla w Monachium oraz debla w Londynie. Podczas igrzysk olimpijskich w Paryżu rywalizował w grze podwójnej w parze z Tommym Paulem. W meczu o brązowy medal amerykańska para pokonała debel Tomáš Macháč-Adam Pavlásek 6:3, 6:4.
Najwyżej sklasyfikowany w rankingu singlistów był na 5. miejscu (27 lutego 2023), natomiast w zestawieniu deblistów na 104. pozycji (26 lipca 2021).

### Historia występów wielkoszlemowych
Legenda
     W, wygrany turniej
     F, przegrana w finale
     SF, przegrana w półfinale
     QF, przegrana w ćwierćfinale
     xR, przegrana w x rundzie
     Qx, przegrana w x rundzie kwalifikacji
     A, brak startu
     NH, turniej nie odbył się

#### Występy w grze pojedynczej
| Turniej         | 2014 | 2015 | 2016 | 2017 | 2018 | 2019 | 2020 | 2021 | 2022 | 2023 | 2024 | Tytuły | Z–P     |
| --------------- | ---- | ---- | ---- | ---- | ---- | ---- | ---- | ---- | ---- | ---- | ---- | ------ | ------- |
| Australian Open | A    | A    | 1R   | 1R   | Q2   | 3R   | 3R   | 3R   | 4R   | 2R   | QF   | 0 / 8  | 14 – 8  |
| French Open     | A    | A    | 1R   | A    | 1R   | 2R   | 3R   | 2R   | 2R   | 3R   | 4R   | 0 / 8  | 10 – 8  |
| Wimbledon       | A    | A    | 1R   | 1R   | 2R   | 2R   | NH   | 3R   | QF   | 2R   | QF   | 0 / 8  | 13 – 8  |
| US Open         | Q1   | Q1   | 1R   | 2R   | 3R   | 1R   | 3R   | 2R   | 1R   | QF   | F    | 0 / 9  | 16 – 9  |
|                 |      |      |      |      |      |      |      |      |      |      |      |        |         |
| Bilans spotkań  | 0–0  | 0–0  | 0–4  | 1–3  | 3–3  | 4–4  | 6–3  | 6–4  | 8–4  | 8–4  | 11–3 | 0 / 33 | 53 – 33 |

#### Występy w grze podwójnej
| Turniej         | 2015 | 2016 | 2017 | 2018 | 2019 | 2020 | 2021 | 2022 | 2023 | 2024 | Tytuły | Z–P   |
| --------------- | ---- | ---- | ---- | ---- | ---- | ---- | ---- | ---- | ---- | ---- | ------ | ----- |
| Australian Open | A    | A    | A    | A    | 2R   | 1R   | A    | A    | A    | A    | 0 / 2  | 1 – 2 |
| French Open     | A    | A    | A    | 1R   | A    | A    | 1R   | A    | A    | A    | 0 / 2  | 0 – 2 |
| Wimbledon       | A    | A    | A    | 2R   | A    | NH   | A    | A    | A    | A    | 0 / 1  | 1 – 1 |
| US Open         | 1R   | 2R   | 2R   | A    | A    | A    | A    | A    | A    | A    | 0 / 3  | 2 – 3 |
|                 |      |      |      |      |      |      |      |      |      |      |        |       |
| Bilans spotkań  | 0–1  | 1–1  | 1–1  | 1–2  | 1–1  | 0–1  | 0–1  | 0–0  | 0–0  | 0–0  | 0 / 8  | 4 – 8 |

#### Finały w turniejach ATP Tour
| Legenda                                      |
| -------------------------------------------- |
| Wielki Szlem                                 |
| Igrzyska olimpijskie                         |
| Tennis Masters Cup / ATP Finals              |
| ATP Masters Series / ATP Tour Masters 1000   |
| ATP International Series Gold / ATP Tour 500 |
| ATP International Series / ATP Tour 250      |

##### Gra pojedyncza (8–7)
| Końcowy wynik | Nr | Data                 | Turniej            | Nawierzchnia  | Przeciwnik         | Wynik finału        |
| ------------- | -- | -------------------- | ------------------ | ------------- | ------------------ | ------------------- |
| Finalista     | 1. | 14 lutego 2016       | Memphis            | Twarda (hala) | Kei Nishikori      | 4:6, 4:6            |
| Zwycięzca     | 1. | 29 czerwca 2019      | Eastbourne         | Trawiasta     | Sam Querrey        | 6:3, 6:4            |
| Finalista     | 2. | 28 lipca 2019        | Atlanta            | Twarda        | Alex de Minaur     | 3:6, 6:7(2)         |
| Finalista     | 3. | 4 sierpnia 2019      | Los Cabos          | Twarda        | Diego Schwartzman  | 6:7(6), 3:6         |
| Finalista     | 4. | 29 lutego 2020       | Acapulco           | Twarda        | Rafael Nadal       | 3:6, 2:6            |
| Finalista     | 5. | 31 października 2021 | Petersburg         | Twarda (hala) | Marin Čilić        | 6:7(3), 6:4, 4:6    |
| Zwycięzca     | 2. | 20 marca 2022        | Indian Wells       | Twarda        | Rafael Nadal       | 6:3, 7:6(5)         |
| Zwycięzca     | 3. | 25 czerwca 2022      | Eastbourne         | Trawiasta     | Maxime Cressy      | 6:2, 6:7(4), 7:6(4) |
| Zwycięzca     | 4. | 9 października 2022  | Tokio              | Twarda        | Frances Tiafoe     | 7:6(3), 7:6(2)      |
| Zwycięzca     | 5. | 19 lutego 2023       | Delray Beach       | Twarda        | Miomir Kecmanović  | 6:0, 5:7, 6:2       |
| Zwycięzca     | 6. | 30 lipca 2023        | Atlanta            | Twarda        | Aleksandar Vukic   | 7:5, 6:7(5), 6:4    |
| Zwycięzca     | 7. | 19 lutego 2024       | Delray Beach       | Twarda        | Tommy Paul         | 6:2, 6:3            |
| Finalista     | 6. | 21 kwietnia 2024     | Monachium          | Ceglana       | Jan-Lennard Struff | 5:7, 3:6            |
| Zwycięzca     | 8. | 29 czerwca 2024      | Eastbourne         | Trawiasta     | Max Purcell        | 6:4, 6:3            |
| Finalista     | 7. | 8 września 2024      | US Open, Nowy Jork | Twarda        | Jannik Sinner      | 3:6, 4:6, 5:7       |

##### Gra podwójna (0–4)
| Końcowy wynik | Nr | Data                 | Turniej   | Nawierzchnia  | Partner            | Przeciwnicy                               | Wynik finału      |
| ------------- | -- | -------------------- | --------- | ------------- | ------------------ | ----------------------------------------- | ----------------- |
| Finalista     | 1. | 4 sierpnia 2018      | Los Cabos | Twarda        | Thanasi Kokkinakis | Marcelo Arévalo Miguel Ángel Reyes-Varela | 4:6, 4:6          |
| Finalista     | 2. | 27 października 2019 | Bazylea   | Twarda (hala) | Reilly Opelka      | Jean-Julien Rojer Horia Tecău             | 5:7, 3:6          |
| Finalista     | 3. | 25 czerwca 2023      | Londyn    | Trawiasta     | Jiří Lehečka       | Ivan Dodig Austin Krajicek                | 4:6, 7:6(5), 3–10 |
| Finalista     | 4. | 23 czerwca 2024      | Londyn    | Trawiasta     | Karen Chaczanow    | Neal Skupski Michael Venus                | 6:4, 6:7(5), 8–10 |

### Kariera juniorska
W 2015 roku Fritz osiągnął co najmniej ćwierćfinał we wszystkich juniorskich turniejach wielkoszlemowych. We French Open dotarł do finału, w którym przegrał z Tommym Paulem. W US Open również spotkał się w finale z Paulem, jednak udało mu się go pokonać. Ten wielkoszlemowy sukces pomógł mu ukończyć rok na pierwszym miejscu juniorskiej klasyfikacji tenisistów. Fritz został wybrany przez ITF mistrzem świata juniorów.

#### Finały juniorskich turniejów wielkoszlemowych

##### Gra pojedyncza (1–1)
| Końcowy wynik | Nr | Data             | Turniej            | Nawierzchnia | Przeciwnik | Wynik finału     |
| ------------- | -- | ---------------- | ------------------ | ------------ | ---------- | ---------------- |
| Finalista     | 1. | 6 czerwca 2015   | French Open, Paryż | Ceglana      | Tommy Paul | 6:7(4), 6:2, 2:6 |
| Zwycięzca     | 1. | 13 września 2015 | US Open, Nowy Jork | Twarda       | Tommy Paul | 6:2, 6:7(4), 6:2 |